# کراسن-لاسوچیتسه
کراسن-لاسوچیتسه (به لهستانی:  Krasne-Lasocice) یک روستا در لهستان است که در گمینا یودووونگک واقع شده‌است.
 کراسن-لاسوچیتسه  ۶۴۰ نفر جمعیت دارد.